# ПНПК «Купол»
Пилотажно-навигационный прицельный комплекс «Купол» предназначен для автоматизации полёта и боевого применения военно-транспортных самолётов.

## Назначение
Пилотажно-навигационный прицельный комплекс ПНПК «Купол-76» предназначен для автоматического, полуавтоматического или ручного самолётовождения в простых и сложных метеоусловиях, начиная с этапа взлёта (в автомате — начиная с высоты 200 метров); на маршруте, обеспечивая выход в заданную точку и сброс полезной нагрузки (десантирование или бомбометание) с заданной точностью; а также для возвращения на аэродром и захода на посадку в автоматическом (до высоты 60 метров) или директорном режимах.
Специально для этого комплекса была разработана бортовая вычислительная машина «Гном».
Комплекс «Купол-76» установлен на самолёте Ил-76. На самолёте Ан-22 установлен комплекс «Kупол-22», в значительной степени унифицированный с ПНПК «Купол-76». В дальнейшем ПНПК несколько раз дорабатывался: на Ил-76М установлен «Kупол-II-76», на Ил-76МФ — «Kупол-III-76». На Ил-76МД-90А комплекс значительно переработан и получил индекс «Купол-III-76М(А)». На самолёте Ан-124 установлен ПНПК «Купол-124».
Все модели ПНПК «Купол» разработаны в ленинградском НПО «Ленинец».

## Состав
Состав системы «Купол-76».
Группа «А»:
- Управляющий вычислительный комплекс УВК на базе БЦВМ «Гном-1-66», позднее — «Гном-А» (подсистема КП-1)
- Радиолокационная станция панорамная (РЛС-П) — навигационный и прицельный радиолокатор (подсистема КП-2В)
- Радиолокационная станция носовая (РЛС-Н) — РЛС переднего обзора, используется как метеолокатор и локатор межсамолётной навигации (подсистема КП-3А)
- Ответчик межсамолётной навигации «Клин», режимы «свод-встреча» (подсистема КП-4). Служит для полётов в боевых порядках.
- Оптико-инфракрасный визир ОУВ (индекс КП-5У)
- Блок истинной воздушной скорости БИВС (индекс КП-6)
- Система автоконтроля (индекс КП-7)
- Самолётный приёмник изделие КЛ-3А
- Коммутационный блок К-17В
- Коммутационный блок К-17Л
- Коробка контакторов КП2А-17
- Фотоприставка ФАРМ-3АК

Группа «Б»:
- Пилотажный комплекс ПК-76
- Точная курсовая система ТКС-П
- Система воздушных сигналов СВС-ПН-15-6
- Радиотехническая система ближней навигации и посадки РСБН-7С
- Доплеровский измеритель скорости и сноса ДИСС-013-С2М
- Радиовысотомер малых высот РВ-5
- Аппаратура А-811 (или А-817), для работы с наземными радиомаяками-ответчиками
- Приёмник РСДН А-711
- Инерциальная система И-11-76

## Купол-124 (изд. А-820)
При создании ПНПК для самолёта Ан-124 концепция построения комплекса осталась прежней, состав оборудования кардинально изменился.
Состав К-124 (АВ1.000.075):
- Управляющая вычислительная система А-821 на базе ЦВМ-80-4000 (на доработанных для гражданского применения самолётах установлена система 3А-821 или 4А-821)
- Две РЛС, объединённые в комплекс РЛК А-822 (с общими для обеих РЛС индикаторами и органами управления). А-822-10 — радиолокационная станция переднего обзора, А-822-20 — радиолокационная станция обзора земной поверхности
- Пилотажный комплекс А-825
- Инерциальная навигационная система А-826(М)
- Аппаратура ближней навигации А-827(М), работающая с отечественными и зарубежными наземными радиомаяками (РСБН, ПРМГ, VOR/DME,СП-70, ILS)
- Астронавигационная система АНС-3 (А-829)
- Доплеровский измеритель скорости и сноса ДИСС Ш013В
- Система воздушных сигналов
- Радиокомпас АРК-22 (А-318)
- Аппаратура межсамолетной навигации МСН-124
- Приёмоиндикатор сигналов наземных радиомаяков А-817
- РСДН А-723-013 (работает с отечественными и зарубежными наземными системами (Альфа, ОМЕГА, РСДН-3, РСДН-10, Лоран-С, Марс-75);
- Система автоматического управления САУ-3-400.